# Drăgănești-Vlașca, Teleorman
Drăgănești-Vlașca este satul de reședință al comunei cu același nume din județul Teleorman, Muntenia, România.